# Momotus
Momotus é um gênero de aves da família Momotidae.
As seguintes espécies são reconhecidas:
- Udu-de-coroa-acastanhada Swainson, 1827
- Udu-de-coroa-azul (Gould, 1836)
- Udu-diademado Lesson, 1842
- Udu-avermelhado Sclater, PL, 1853
- Udu-da-trindade (Swainson, 1838)
- Udu-da-amazônia (Linnaeus, 1766)
- Udu-dos-andes Gould, 1858 [2]